# Desorpcja
Desorpcja – przemiana fizyczna, odwrotna do sorpcji, polegająca na uwalnianiu cząsteczek, atomów lub jonów z powierzchni lub z masy jednej ciągłej fazy fizycznej do drugiej.
Desorpcji sprzyjają:
- podwyższenie temperatury
- zmniejszenie stopnia dyspersji
- zmniejszenie stężenia zaabsorbowanych lub zaadsorbowanych jonów.

W technologii żywności wykorzystuje się desorpcję przy:
- odzyskiwaniu (rekuperacji) gazu użytego uprzednio do nasycenia ośrodka ciekłego, na przykład odzyskiwaniu CO2 przy konserwowaniu moszczów metodą Bohiego
- desulfitacji półproduktów traktowanych SO2 w celu ich przejściowego zakonserwowania
- regeneracji adsorbentów, na przykład węgla aktywnego
- „gazowym opakowywaniu”, na przykład przez usuwanie powietrza z proszku mlecznego w celu wprowadzenia na jego miejsce gazu nieczynnego (azotu lub dwutlenku węgla).